# Radnice v České Lípě
Českolipská radnice představuje hlavní dominantu náměstí T. G. Masaryka v České Lípě i historického jádra jednoho ze čtyř někdejších okresních měst v Libereckém kraji. Budova radnice je zapsaná jako kulturní památka v Ústředním seznamu nemovitých kulturních památek České republiky. Radnice je stejně jako blízký morový sloup, empírová kašna a řada domů obklopujících náměstí součástí městské památkové zóny Česká Lípa, vyhlášené 10. září 1992.

## Historie
Náměstí T. G. Masaryka, v historických dobách jednoduše označované jako rynek či Marktplatz, je obrazem přestavby centra města v první polovině 19. století po posledním velkém požáru, který město zničil v roce 1820. Pouze ve vnitřních částech domů, zejména v jejich sklepeních, lze nalézt důkazy o podobě města v mnohem starších dobách.
První písemná zmínka o existenci radnice v České Lípě je z roku 1465, avšak tato budova, vystavěná nad sklepeními ještě starší zástavby, pravděpodobně stála na daném místě již ve 14. století. Středověká radnice ve stylu na pomezí gotiky a renesance byla zřejmě vybudována v první polovině 16. století. Muselo se tak stát po ničivém požáru města roce 1515, kdy, jak uvedl zdejší kronikář Hans Kriesche, také zcela vyhořela budova radnice.

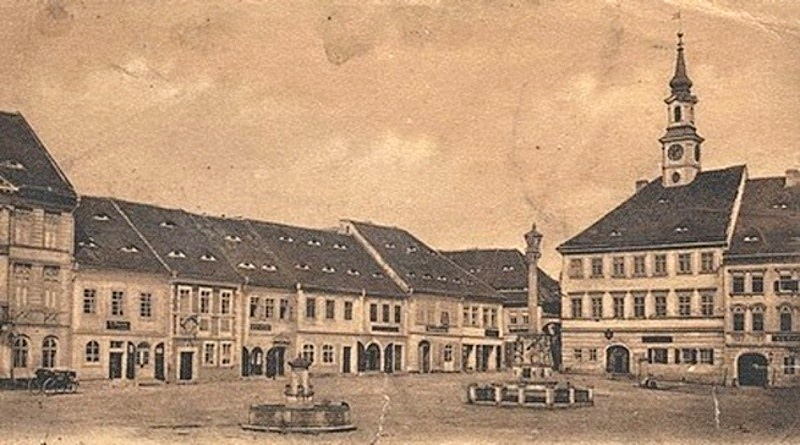
Klasicistní podoba radnice před její novorenesanční přestavbou, 60. léta 19. století

Původní stavbou ze 16. století byl zřejmě jednopatrový objekt s podloubím, otevřeným dvěma oblouky směrem do náměstí a jedním do Panské ulice. Z uvedené doby je zřejmě i spojení budovy radnice s domem čp. 217 pomocí prampouchů, klenoucích se přes Panskou uličku. Budova radnice, obnovená v převažujícím renesančním slohu, opět vyhořela v roce 1614. Po tomto požáru byla radnice znovu vybudována na tomtéž místě, tentokrát v barokním stylu, avšak opět shořela v roce 1787.
Definitivní tečku za starší podobou města udělal požár z roku 1820, při kterém zanikla nejen radnice a řada městských domů, ale i hlavní českolipský farní kostel Svatého Petra a Pavla. Ovšem na základě stavebního průzkumu bylo zjištěno, že na rozdíl od zmíněného kostela nebyly pozůstatky radnice zcela zlikvidovány a odklizeny, ale že při stavbě nové klasicistní budovy v letech 1822–1824 byla využita velká část staršího zdiva. Během této přestavby byla radnice zvýšena o jedno patro a na hřebeni střechy byla vybudována věž. Další přestavba budovy, tentokrát v novorenesančním stylu, proběhla v roce 1884.
V minulosti budova radnice nebyla jen sídlem městské správy. V zadním traktu radnice se v druhé polovině 19. století nacházel okresní soud, přičemž ještě o sto let dříve zde byl měšťanský pivovar, který v předchozích staletích byl několikrát poničen ohněm a definitivně na tomto místě zanikl po velkém požáru z 6. října 1787. U budovy radnice byl také v letech 1682—1835 provozován kořalní výčep. Před budovou radnice až do konce 19. století stávala pumpa, která byla jedním ze tří veřejně přístupných vodních zdrojů, umístěných na náměstí.
Během generální rekonstrukce objektu, zahájené v roce 1988, byla budova radnice (čp. 1) propojena se sousedním domem čp. 2. Jedná se o klasicistní dům, obnovený po požáru v roce 1820, avšak se zachovaným prokazatelně gotickým jádrem. Dům čp. 2 byl prohlášen kulturní památkou v roce 2001. První písemná zmínka o tomto domě je z roku 1679 jako o hostinci „U červeného lva“ (Gasthaus Zum rothen Löwen). V roce 1835 majitel domu uvnitř budovy zřídil sál, ve kterém se konaly plesy, koncerty a divadelní představení. Od roku 1859 v tomto domě sídlil poštovní úřad. Nápadný renesanční portál byl na dům čp. 2 přenesen teprve v nedávné době z domu čp. 5, stojícího na rohu náměstí a Moskevské ulice při ústí ulice Jindřicha z Lipé.

## Galerie

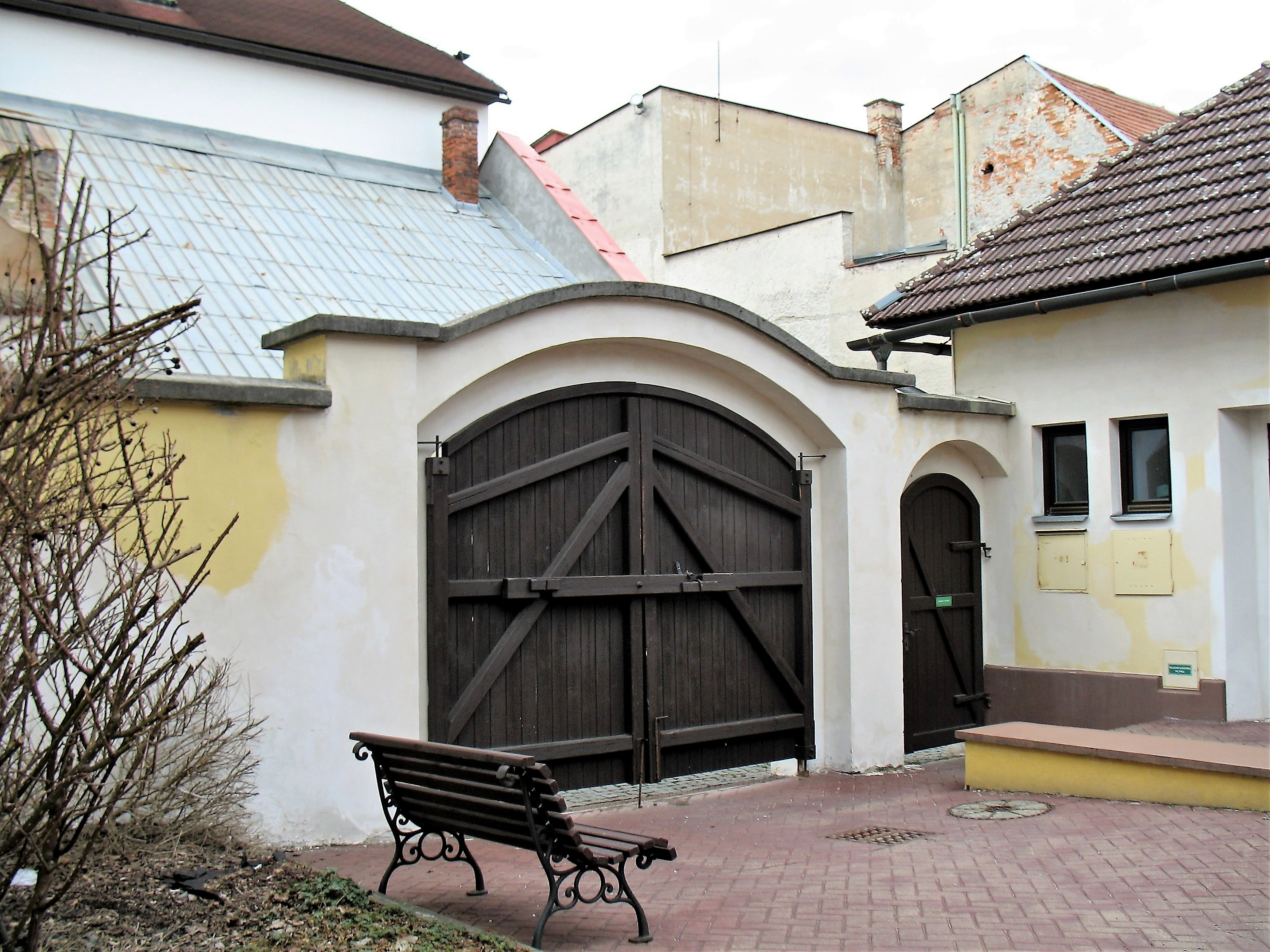
Postranní vchod do dvora z Panské ulice
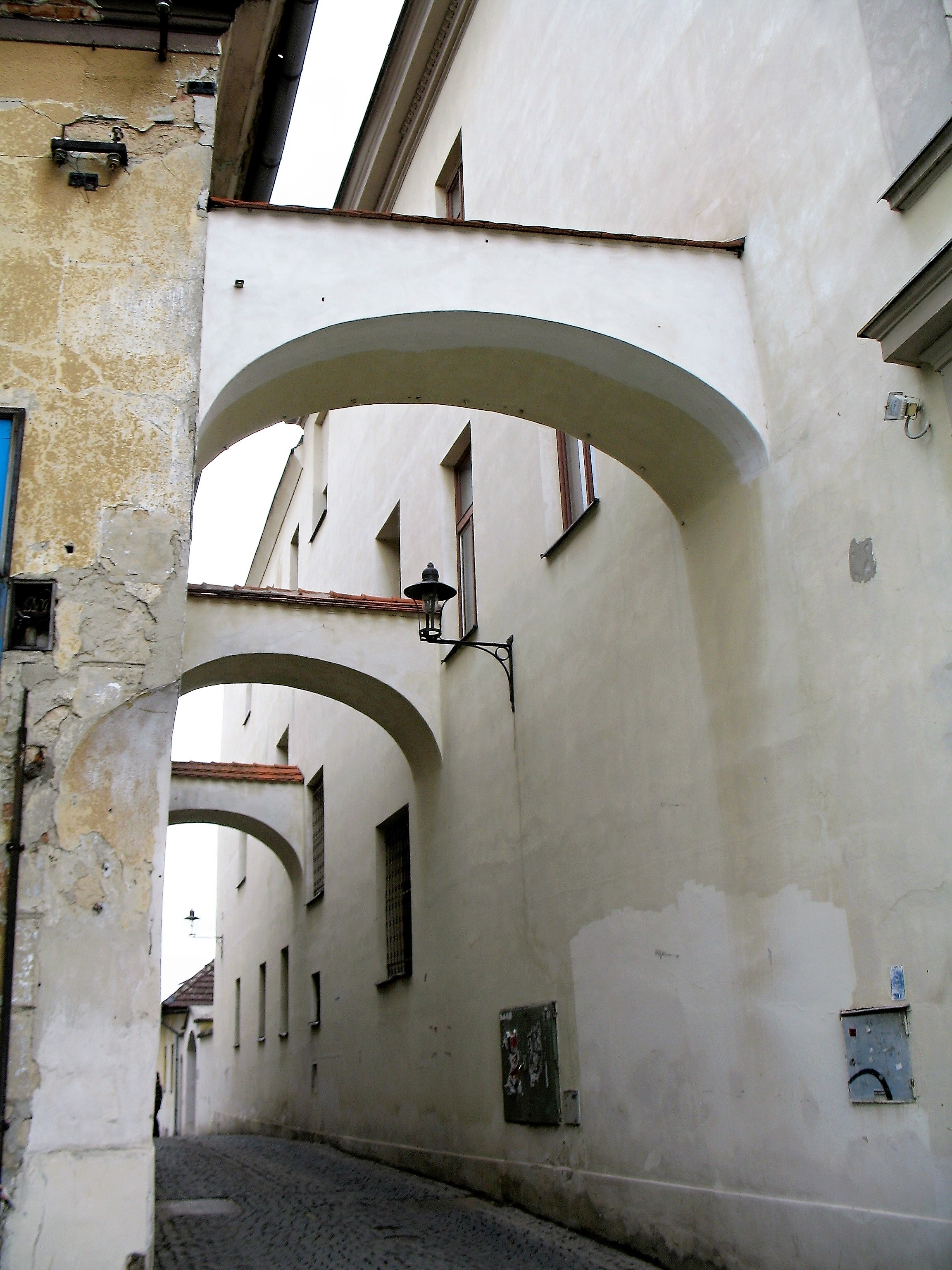
Prampouchy z boku radnice v Panské ulici
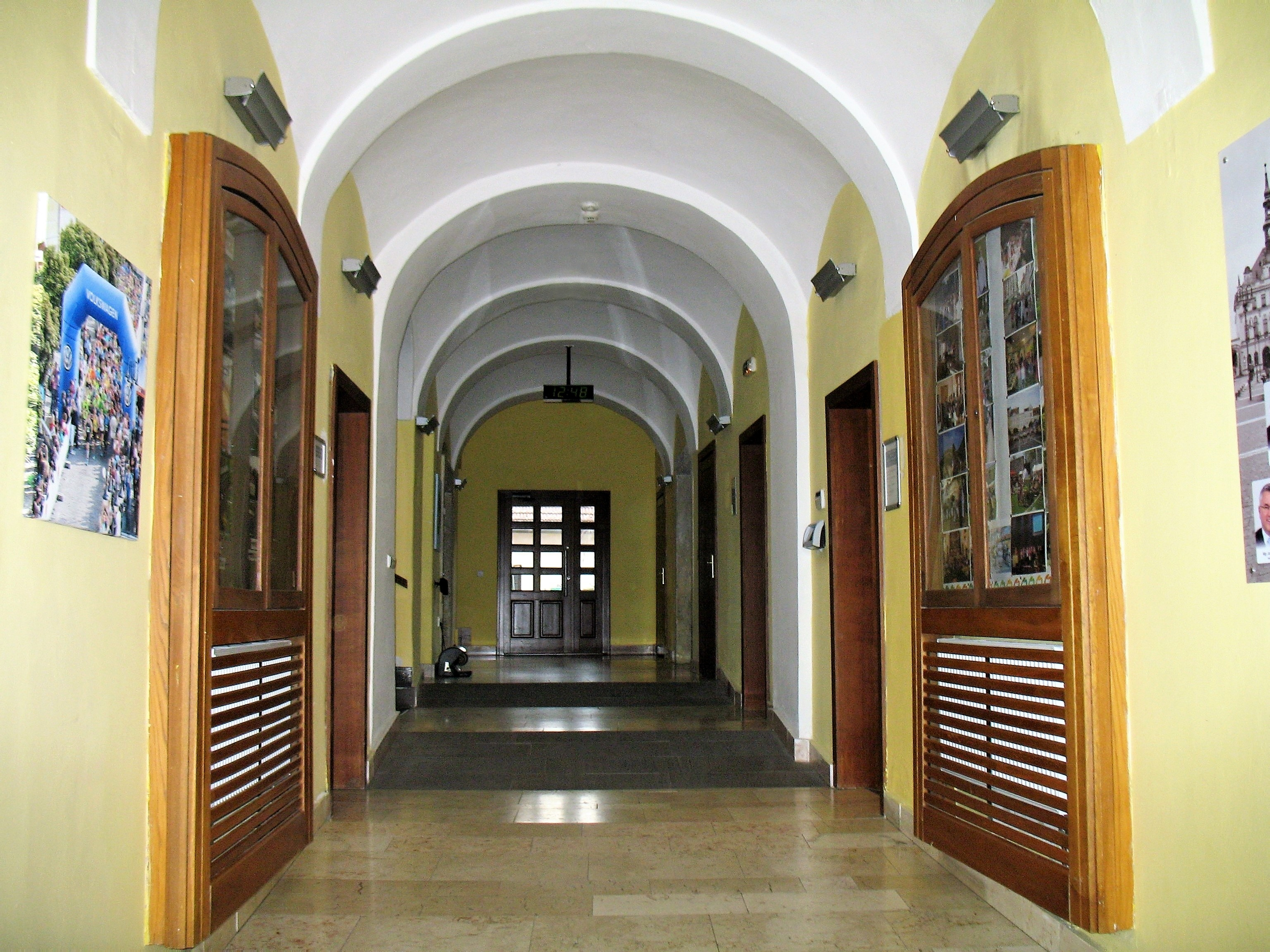
Průjezd s klenbami v přízemí budovy
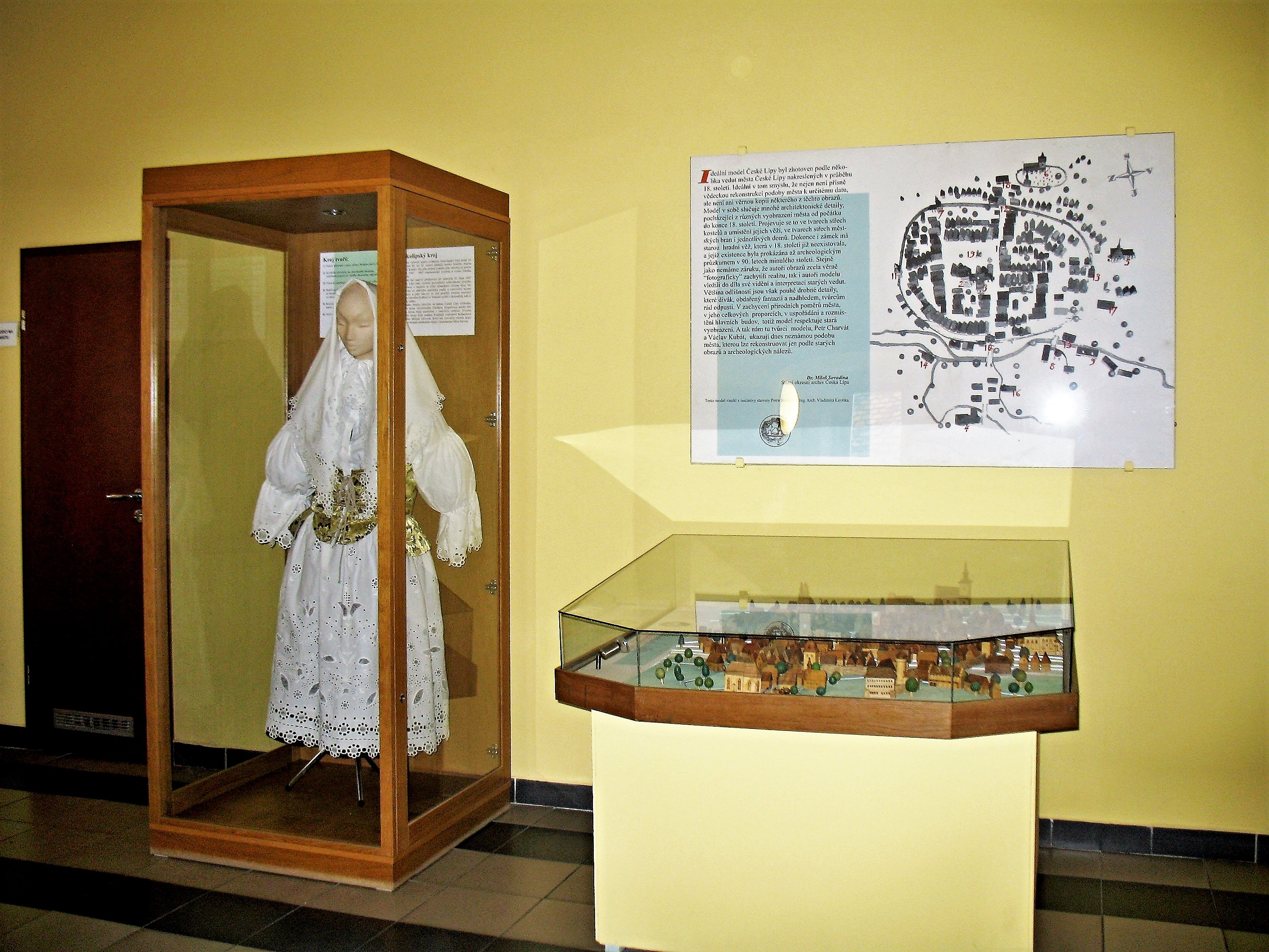
Expozice v prvním poschodí radnice
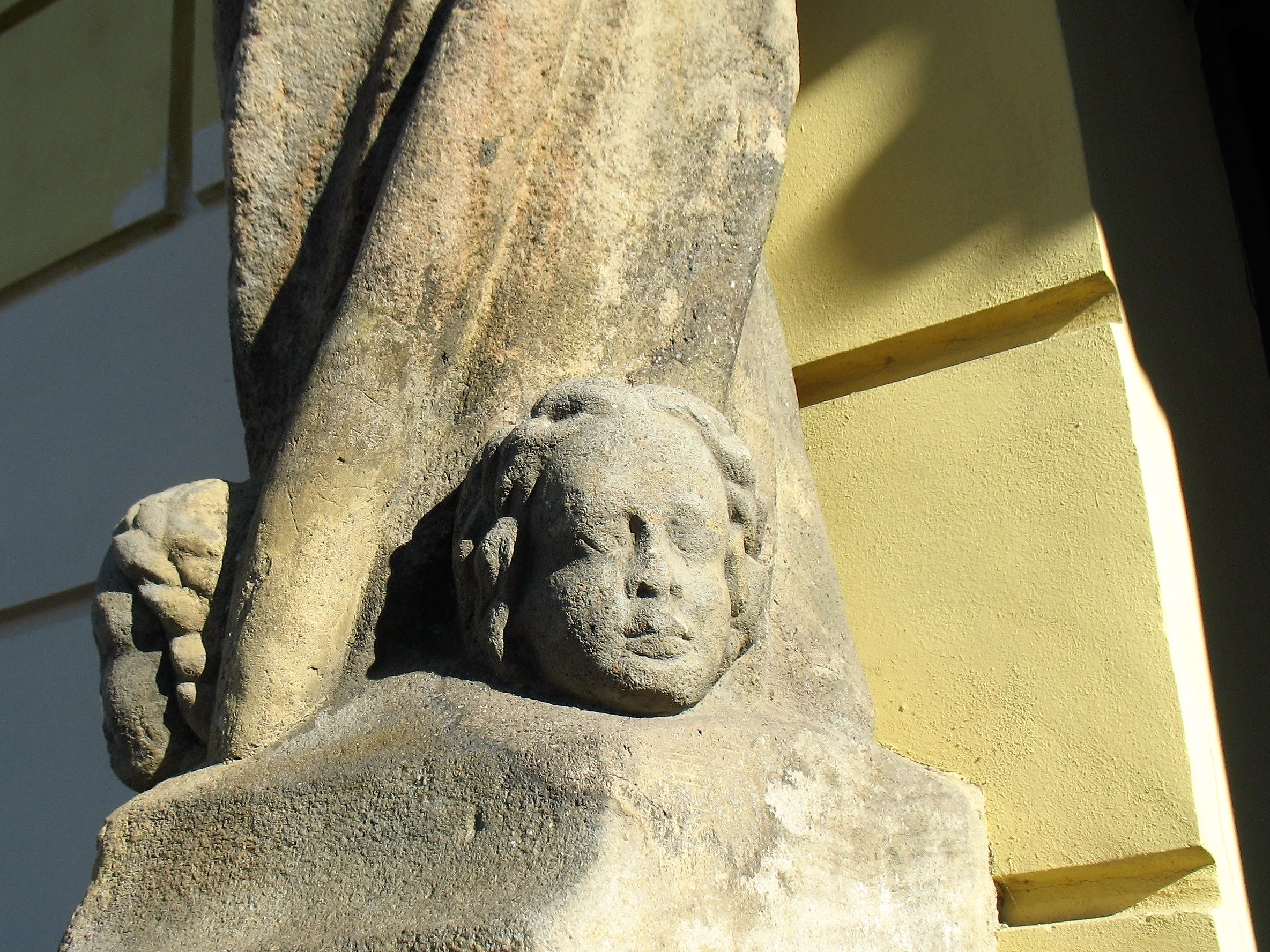
Detail renesančního portálu u domu čp. 2
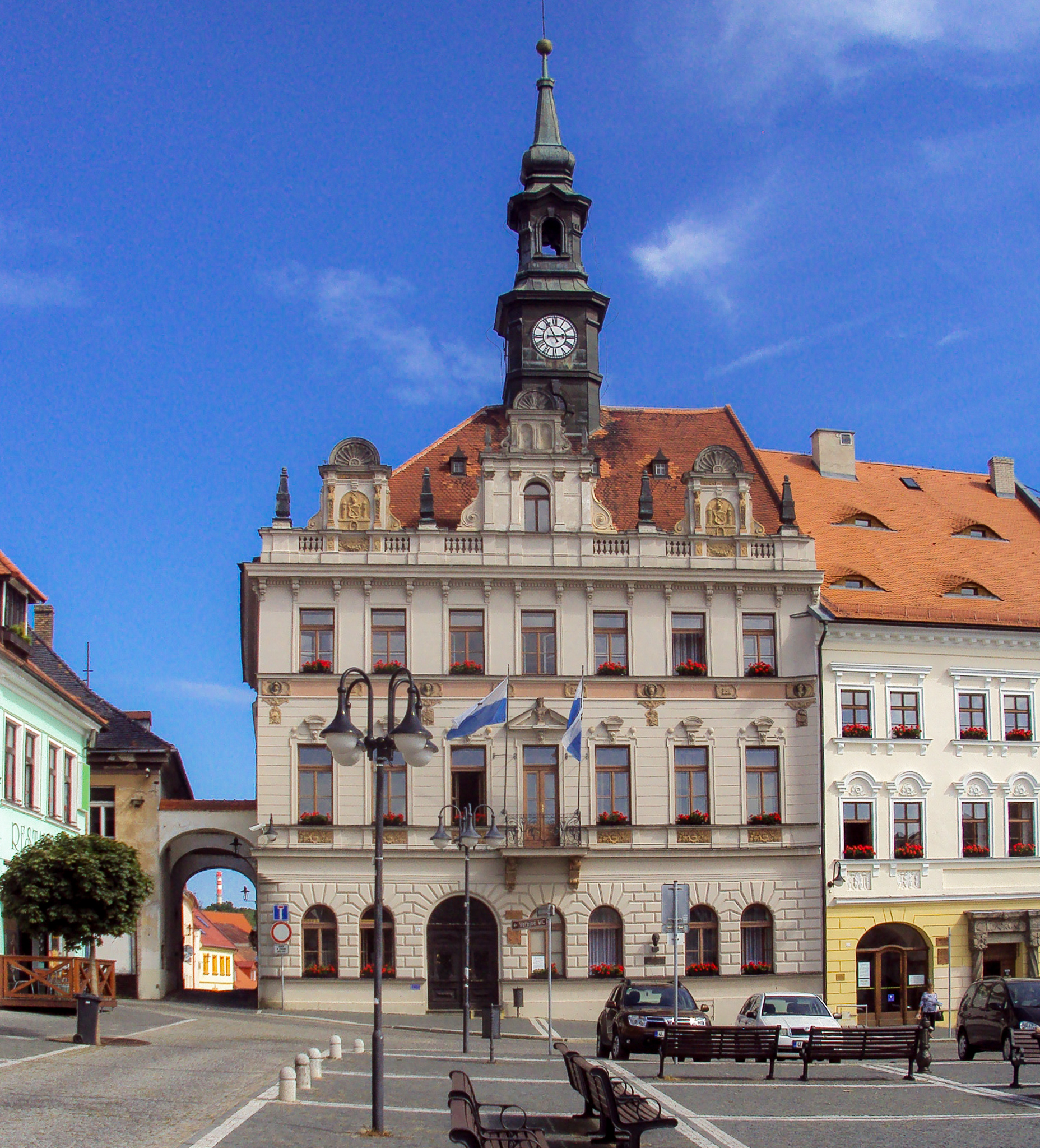
Radnice v roce 2012
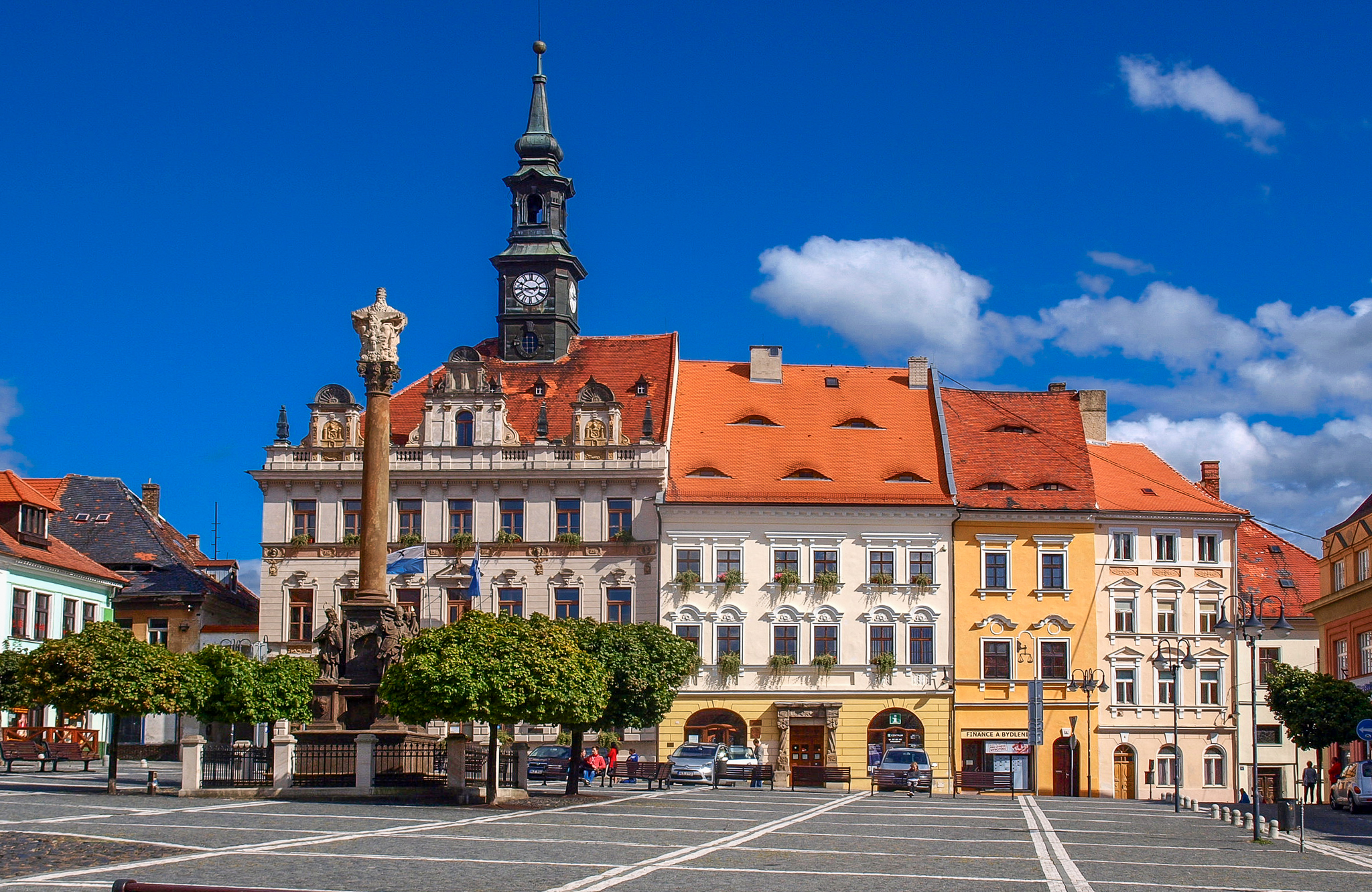
Náměstí s radnicí v roce 2015

## Popis stavby
Dvoupatrová budova radnice má na průčelní straně obrácené směrem do náměstí osm okenních os. Jednotlivá podlaží jsou na neorenesanční fasádě opticky oddělena římsami. Honosný vzhled průčelí je výsledkem rekonstrukce z roku 1884, která byla provedena podle návrhu architekta a stavitele Gottloba Albera.

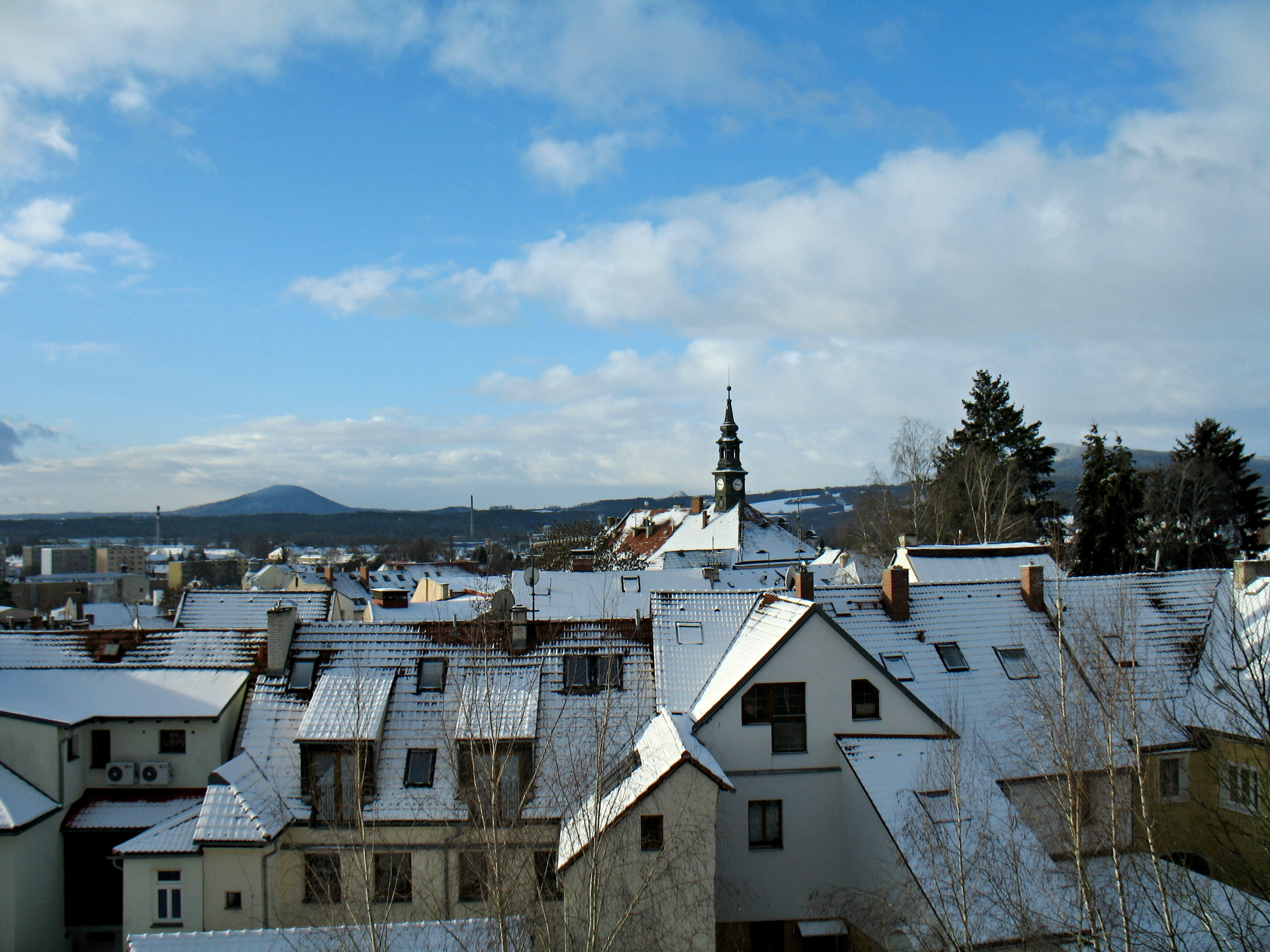
Radnice jako dominanta v centru České Lípy, vlevo na obzoru Vlhošť

Okna v přízemí jsou půlkruhová. V horní části je průčelí budovy zakončeno třemi novorenesančními štíty, ze střechy vystupuje výrazná štíhlá hodinová věž. Ve čtvrté okenní ose je v prvním poschodí na fasádě umístěn malý balkón, na který je přístup z bývalé kanceláře starosty, později proměněné v obřadní síň.
Hlavní vchod do budovy je při pohledu z náměstí blíže k levé straně budovy ve třetí okenní ose. Za vstupním portálem je dlouhý průjezd, který na opačné straně budovy ústí do radničního dvora. Strop této chodby tvoří plackové klenby s osmi klenebními oblouky. Mezi pátým a šestým obloukem je přístup na schodiště, vedoucí do patra. V přízemí je další klenutá chodba a valeně zaklenutá větší místnost. Ostatní místnosti v budovy radnice mají stropy ploché. Pod radnicí jsou gotická sklepení s valenou klenbou.
Do dvora vybíhá po levé straně z hlavní budovy nádvorní křídlo. Obě patra tohoto křídla jsou do dvora obrácená dřevěnými pavlačemi, které jsou neseny novodobými krakorci.

## Pomníky v budově radnice
Na průčelí v přízemí radniční budovy vedle hlavního vchodu se nachází pamětní deska s výrokem T. G. Masaryka o smyslu demokracie. Deska byla na radnici instalována v roce 2000 u příležitostí 150. výročí narození prvního československého prezidenta a o dva roky později byla nad deskou umístěna busta T. G. Masaryka, kterou městu věnoval sochař František Lipenský.
Další pamětní desky se nacházejí v prostoru vnitřního nádvoří radnice. Je zde umístěna pamětní deska Masarykova spolupracovníka a dlouholetého předsedy československé vlády Antonína Švehly (1873–1933). Tento politik, který pocházel ze selské rodiny, v mládí dva roky studoval v České Lípě na místní reálce a zemědělské škole. Na zdi ve dvoře radnice je dále pamětní deska, připomínající osud českolipského železničáře Františka Kožnara (1897–1942, který se angažoval v rámci české menšiny v místním Sokole a jako divadelní ochotník. V době německé okupace František Kožnar pracoval v Praze, kde jako člen železničářské odbojové organizace byl zatčen a následně odsouzen k trestu smrti a 3. listopadu 1942 popraven v Berlíně - Plötzensee.
V 90. letech 20. století našla na nádvoří radnice své místo rovněž pamětní deska, věnovaná nedobrovolnému pobytu spisovatele Jakuba Arbese v České Lípě. Spisovatel strávil v letech 1873 až 1874 v českolipském vězení (dnes budova základní školy čp. 679 v Moskevské ulici) třináct měsíců. K tomuto trestu jej za protirakouské články, publikované v Národních listech, odsoudil českolipský soud, který sídlil v budově čp. 61 v Moskevské ulici (později hostinec „U vévody ze Zákup“, poté restaurace „Arbes“). Pamětní deska, připomínající nedobrovolný pobyt Jakuba Arbese v České Lípě, byla původně umístěna na bývalé soudní budově čp. 61. V roce 1992 desku kdosi odcizil, byla však vzápětí nalezena ve sběrných surovinách a poté instalována na nádvoří radnice.

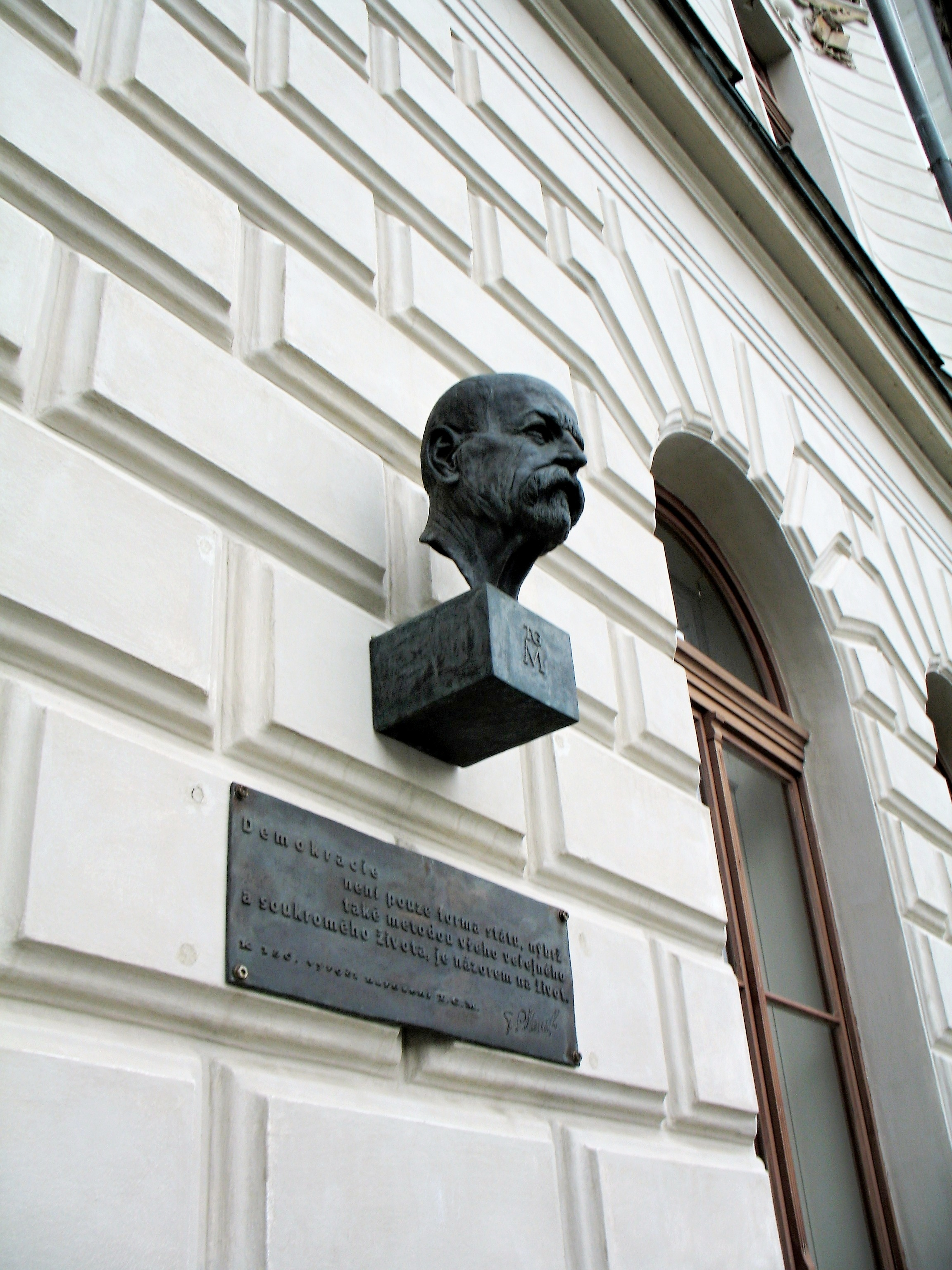
Busta a deska s výrokem T. G. Masaryka
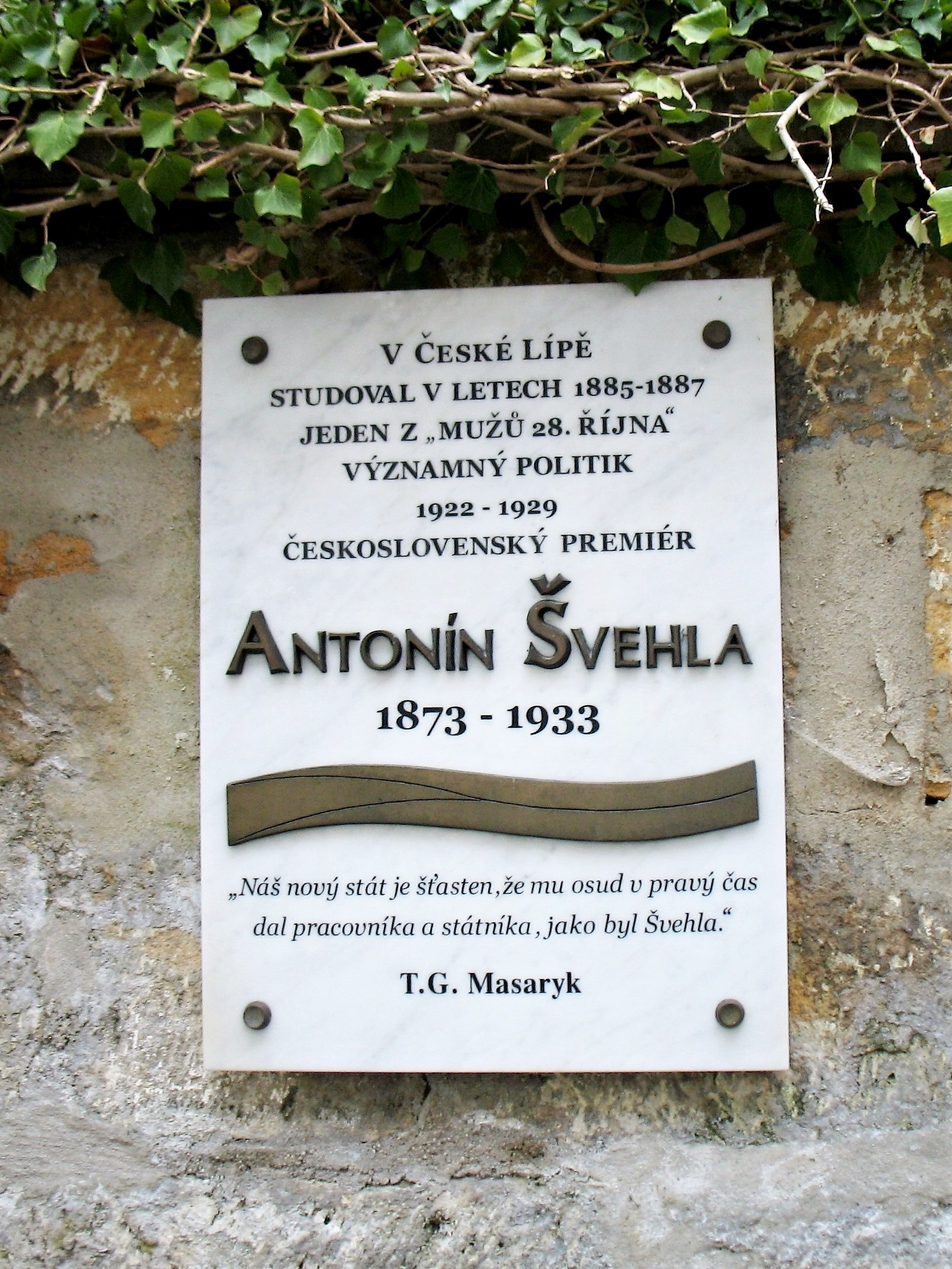
Pamětní deska Antonína Švehly
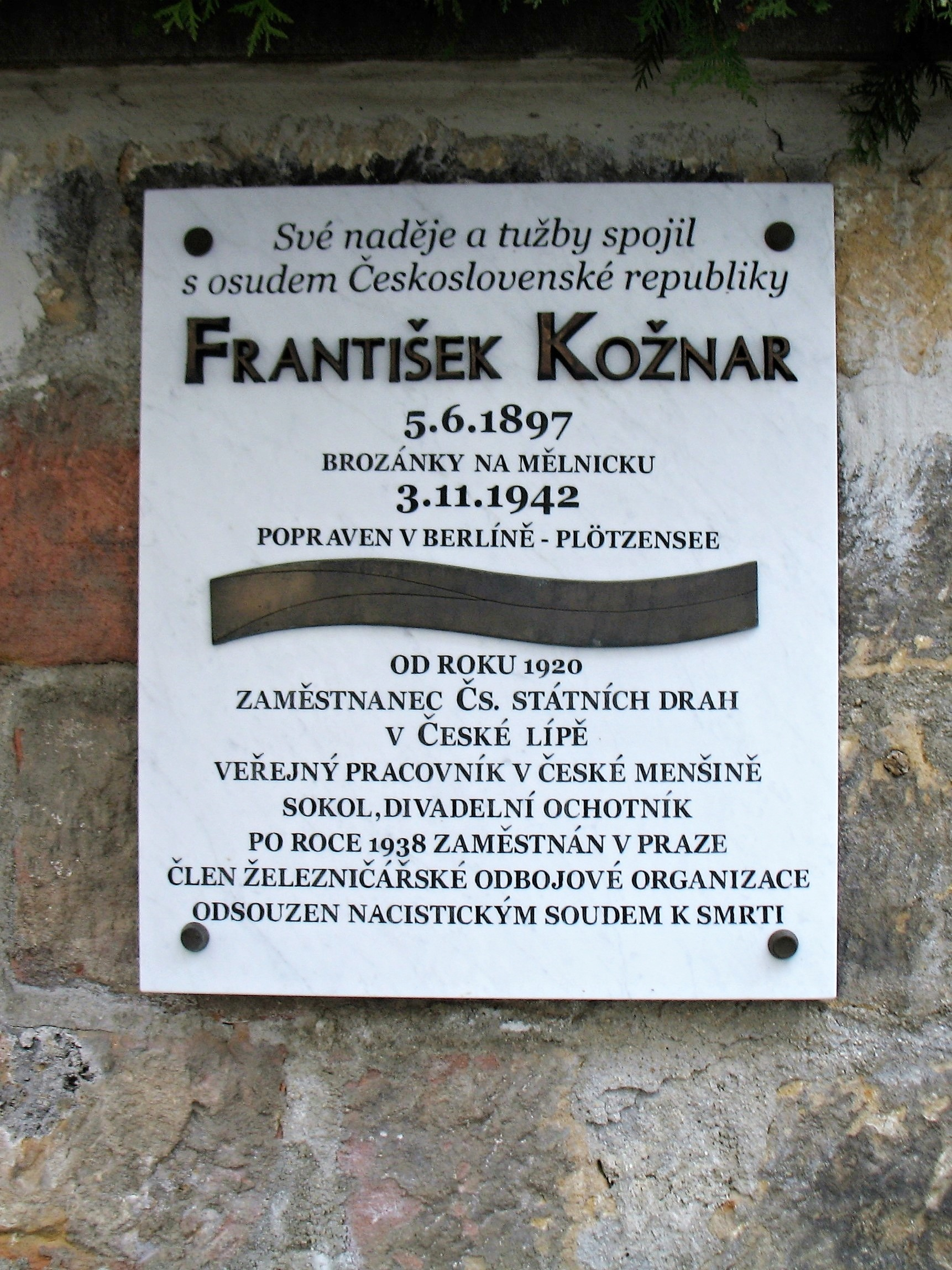
Pamětní deska Františka Kožnara
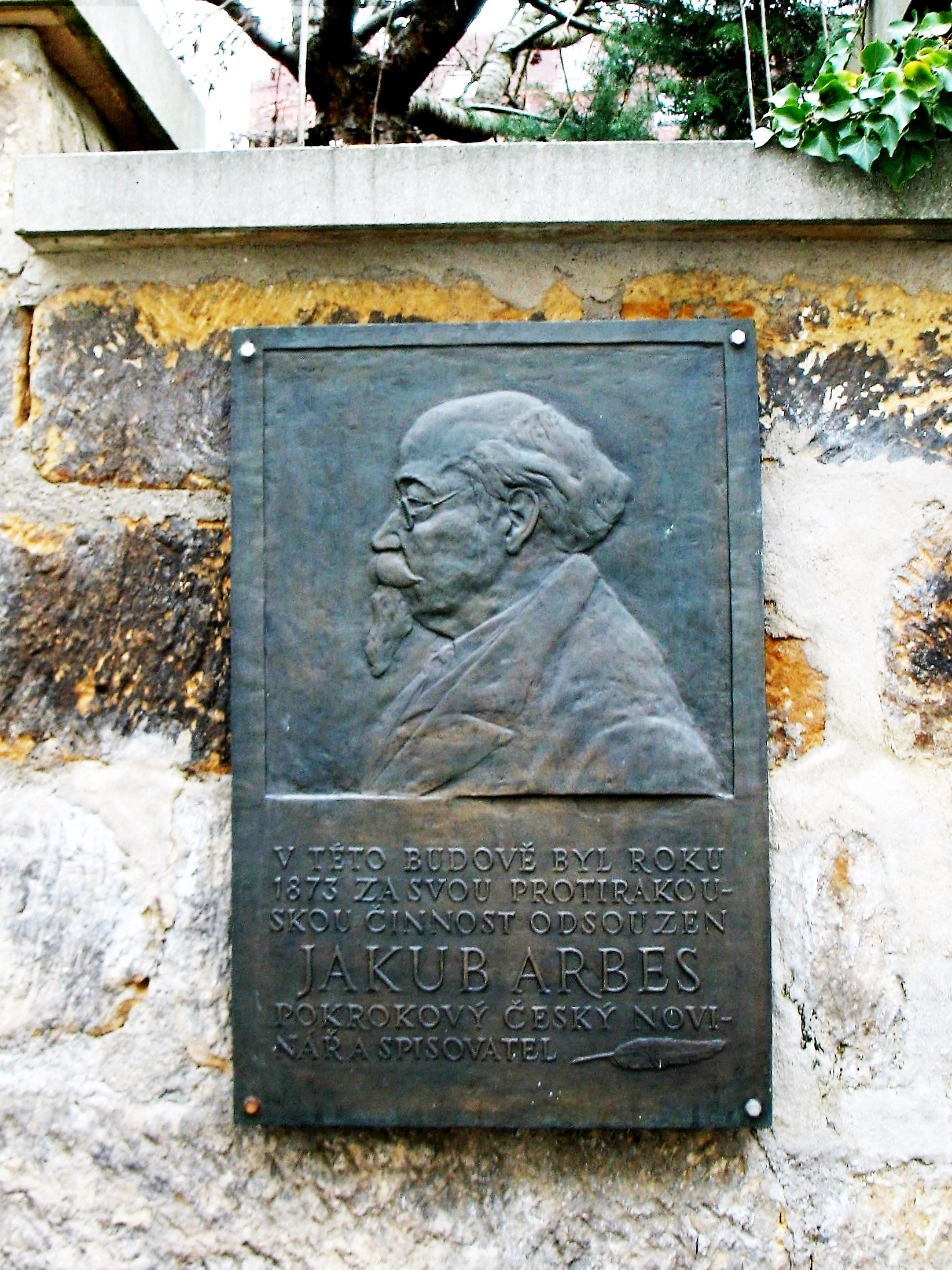
Pamětní deska Jakuba Arbese
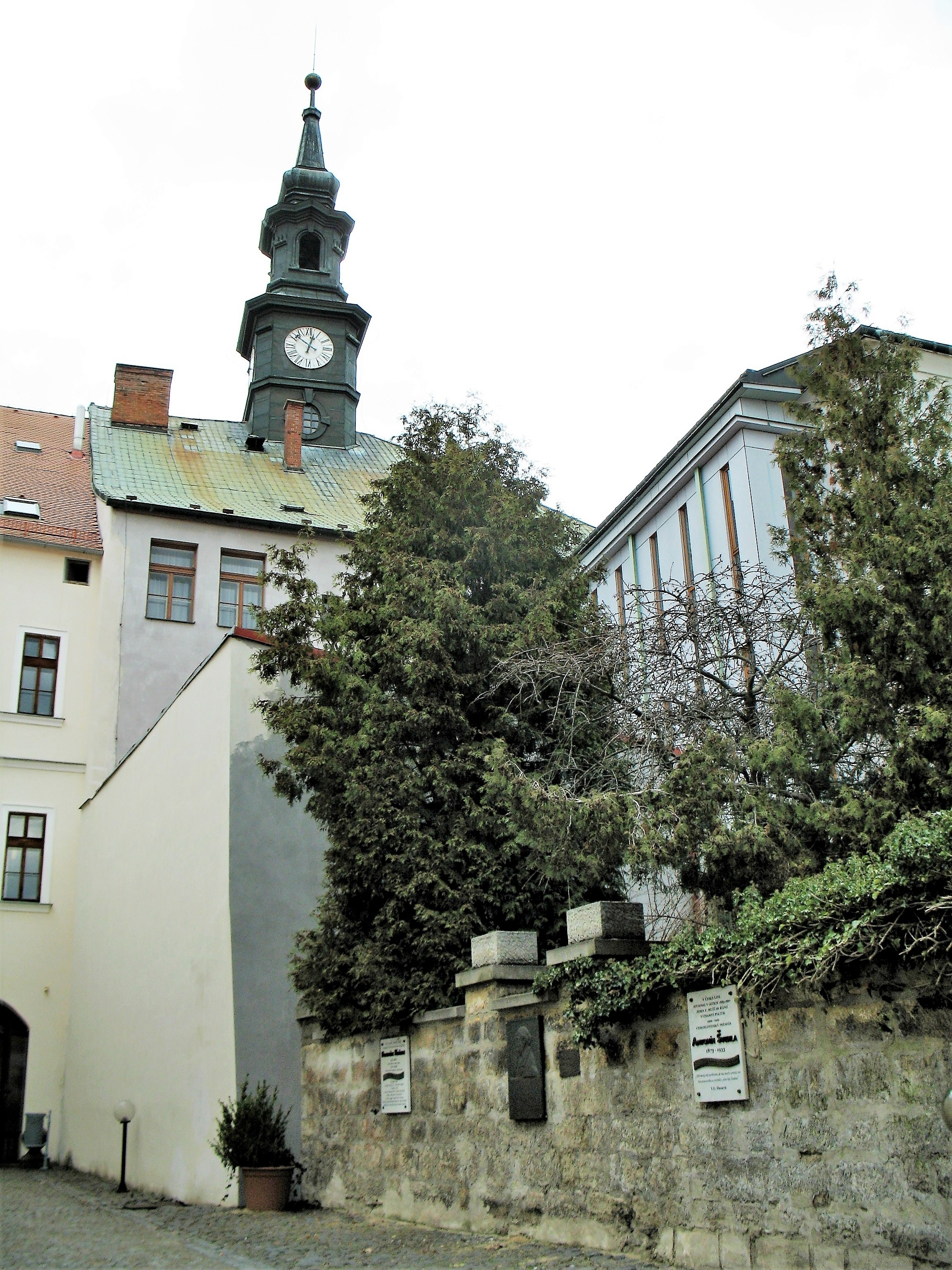
Pamětní desky na nádvoří radnice